# マギのディスコグラフィ
『マギのディスコグラフィ』では、大高忍による日本の少年漫画『マギ』シリーズのテレビアニメ関連CDについて記述する。発売元はアニプレックス。

## シングル

### 「マギ」キャラクターソング01
マギのキャラクターソングCD第1弾として2012年12月26日に発売された。アラジン（石原夏織）、アリババ（梶裕貴）、モルジアナ（戸松遥）のキャラクターソングを収録している。
収録曲
1. Magic [4:06]
歌：アラジン（石原夏織）
作詞 - 安川正吾 / 作曲・編曲 - 石濱翔
2. one step further [4:43]
歌：アリババ（梶裕貴）
作詞 - 渡部紫緒 / 作曲・編曲 - ryo
3. ファナリス [4:11]
歌：モルジアナ（戸松遥）
作詞・作曲 - チーミー / 編曲 - 大久保友裕
4. Magic（Off Vocal Version）
5. one step further（Off Vocal Version）
6. ファナリス（Off Vocal Version）

## サウンドトラック

### MAGI SOUNDTRACK 〜Up to the volume on Balbad〜
『MAGI SOUNDTRACK 〜Up to the volume on Balbad〜』は、2013年3月27日に発売されたテレビアニメ『マギ』のサウンドトラック第1弾。迷宮攻略編からバルバッド編（第17話まで）までの鷺巣詩郎が手掛ける劇伴曲を収録している。
収録曲
| 全作曲: 鷺巣詩郎。 |                          |           |            |                                          |      |
| #                  | タイトル                 | 作詞      | 作曲・編曲 | 編曲                                     | 時間 |
| 1.                 | 「Enfin apparu!!」       |           | 鷺巣詩郎   | 鷺巣詩郎 天野正道 CHOKKAKU 啼鵬 挾間美帆 | 3:25 |
| 2.                 | 「Danse bizarre 01」     |           | 鷺巣詩郎   | 鷺巣詩郎 天野正道 CHOKKAKU 啼鵬 挾間美帆 | 2:32 |
| 3.                 | 「Danse bizarre 02」     |           | 鷺巣詩郎   | 鷺巣詩郎 天野正道 CHOKKAKU 啼鵬 挾間美帆 | 1:04 |
| 4.                 | 「La voix sombre 01」    |           | 鷺巣詩郎   | 鷺巣詩郎 天野正道 CHOKKAKU 啼鵬 挾間美帆 | 3:08 |
| 5.                 | 「Magie et sorcellerie」 |           | 鷺巣詩郎   | 鷺巣詩郎 天野正道 CHOKKAKU 啼鵬 挾間美帆 | 3:15 |
| 6.                 | 「Faut-il sauver?」      |           | 鷺巣詩郎   | 鷺巣詩郎 天野正道 CHOKKAKU 啼鵬 挾間美帆 | 3:31 |
| 7.                 | 「Sifflet sauvage」      |           | 鷺巣詩郎   | 鷺巣詩郎 天野正道 CHOKKAKU 啼鵬 挾間美帆 | 2:10 |
| 8.                 | 「Pas de douleur」       |           | 鷺巣詩郎   | 鷺巣詩郎 天野正道 CHOKKAKU 啼鵬 挾間美帆 | 3:47 |
| 9.                 | 「La voix sombre 02」    |           | 鷺巣詩郎   | 鷺巣詩郎 天野正道 CHOKKAKU 啼鵬 挾間美帆 | 2:32 |
| 10.                | 「MYM 'Devin'」          |           | 鷺巣詩郎   | 鷺巣詩郎 天野正道 CHOKKAKU 啼鵬 挾間美帆 | 0:51 |
| 11.                | 「Notre puissance」      |           | 鷺巣詩郎   | 鷺巣詩郎 天野正道 CHOKKAKU 啼鵬 挾間美帆 | 3:41 |
| 12.                | 「Danse bizarre 03」     |           | 鷺巣詩郎   | 鷺巣詩郎 天野正道 CHOKKAKU 啼鵬 挾間美帆 | 1:30 |
| 13.                | 「Valse 'Hot'」          |           | 鷺巣詩郎   | 鷺巣詩郎 天野正道 CHOKKAKU 啼鵬 挾間美帆 | 3:49 |
| 14.                | 「MYM 'Urgence'」        |           | 鷺巣詩郎   | 鷺巣詩郎 天野正道 CHOKKAKU 啼鵬 挾間美帆 | 0:46 |
| 15.                | 「MYM 'Paix d'esprit'」  |           | 鷺巣詩郎   | 鷺巣詩郎 天野正道 CHOKKAKU 啼鵬 挾間美帆 | 1:24 |
| 16.                | 「Sentiment actuel 01」  |           | 鷺巣詩郎   | 鷺巣詩郎 天野正道 CHOKKAKU 啼鵬 挾間美帆 | 2:00 |
| 17.                | 「Sentiment actuel 02」  |           | 鷺巣詩郎   | 鷺巣詩郎 天野正道 CHOKKAKU 啼鵬 挾間美帆 | 2:24 |
| 18.                | 「Le Grand Cri」         |           | 鷺巣詩郎   | 鷺巣詩郎 天野正道 CHOKKAKU 啼鵬 挾間美帆 | 3:19 |
| 19.                | 「Cordialement」         |           | 鷺巣詩郎   | 鷺巣詩郎 天野正道 CHOKKAKU 啼鵬 挾間美帆 | 4:30 |
| 20.                | 「MYM 'Bonheur'」        |           | 鷺巣詩郎   | 鷺巣詩郎 天野正道 CHOKKAKU 啼鵬 挾間美帆 | 0:53 |
| 21.                | 「L'imminence」          |           | 鷺巣詩郎   | 鷺巣詩郎 天野正道 CHOKKAKU 啼鵬 挾間美帆 | 3:16 |
| 22.                | 「Danse bizarre 04」     |           | 鷺巣詩郎   | 鷺巣詩郎 天野正道 CHOKKAKU 啼鵬 挾間美帆 | 1:49 |
| 23.                | 「Sentiment actuel 03」  |           | 鷺巣詩郎   | 鷺巣詩郎 天野正道 CHOKKAKU 啼鵬 挾間美帆 | 2:00 |
| 24.                | 「MYM 'Insurrection'」   |           | 鷺巣詩郎   | 鷺巣詩郎 天野正道 CHOKKAKU 啼鵬 挾間美帆 | 0:45 |
| 25.                | 「MYM 'Exaggeration'」   |           | 鷺巣詩郎   | 鷺巣詩郎 天野正道 CHOKKAKU 啼鵬 挾間美帆 | 1:52 |
| 26.                | 「Un vrai orage」        |           | 鷺巣詩郎   | 鷺巣詩郎 天野正道 CHOKKAKU 啼鵬 挾間美帆 | 3:31 |
| 27.                | 「Notre empire」         |           | 鷺巣詩郎   | 鷺巣詩郎                                 | 3:32 |
| 合計時間:          | 合計時間:                | 合計時間: | 67:16      |                                          |      |

### MAGI SOUNDTRACK 〜To the kingdom of magic〜
『MAGI SOUNDTRACK 〜To the kingdom of magic〜』は、2014年1月22日に発売されたテレビアニメ『マギ』のサウンドトラック第2弾。シンドリア編からマグノシュタット編までの鷺巣詩郎が手掛ける劇伴曲を収録している。
収録曲
| 全作曲: 鷺巣詩郎、全編曲: 鷺巣詩郎、天野正道、CHOKKAKU、啼鵬、挾間美帆。 |                                          |       |            |      |
| #                                                                        | タイトル                                 | 作詞  | 作曲・編曲 | 時間 |
| 1.                                                                       | 「A Storm is Coming to Us All」          |       | 鷺巣詩郎   | 3:54 |
| 2.                                                                       | 「L'Arabesque_Fantaisie」                |       | 鷺巣詩郎   | 3:25 |
| 3.                                                                       | 「Make Your Move_playback」              |       | 鷺巣詩郎   | 5:11 |
| 4.                                                                       | 「L'Arabesque_Folie」                    |       | 鷺巣詩郎   | 3:28 |
| 5.                                                                       | 「L'Arabesque_Complot」                  |       | 鷺巣詩郎   | 2:31 |
| 6.                                                                       | 「Scat Bizarre_La Terre」                |       | 鷺巣詩郎   | 3:45 |
| 7.                                                                       | 「Scat Bizarre_Les Vents_01」            |       | 鷺巣詩郎   | 1:47 |
| 8.                                                                       | 「Interlude des Vents」                  |       | 鷺巣詩郎   | 0:43 |
| 9.                                                                       | 「Scat Bizarre_Les Vents_02」            |       | 鷺巣詩郎   | 2:11 |
| 10.                                                                      | 「Et ca presage quoi?」                  |       | 鷺巣詩郎   | 1:16 |
| 11.                                                                      | 「MYM_Warm Opera」                       |       | 鷺巣詩郎   | 0:47 |
| 12.                                                                      | 「L'Arabesque_Danse Toujours」           |       | 鷺巣詩郎   | 3:15 |
| 13.                                                                      | 「Daily Opera_01」                       |       | 鷺巣詩郎   | 2:28 |
| 14.                                                                      | 「Teachers Ship」                        |       | 鷺巣詩郎   | 2:03 |
| 15.                                                                      | 「Daily Opera_02」                       |       | 鷺巣詩郎   | 2:50 |
| 16.                                                                      | 「Scat Bizarre_Longtemps」               |       | 鷺巣詩郎   | 1:47 |
| 17.                                                                      | 「Dragon's Battle」                      |       | 鷺巣詩郎   | 3:47 |
| 18.                                                                      | 「Eye of the Dragon」                    |       | 鷺巣詩郎   | 3:29 |
| 19.                                                                      | 「L'Arabesque_Sindria」                  |       | 鷺巣詩郎   | 3:45 |
| 20.                                                                      | 「Warriors Ship」                        |       | 鷺巣詩郎   | 3:45 |
| 21.                                                                      | 「MYM_Youthful Spirit」                  |       | 鷺巣詩郎   | 0:47 |
| 22.                                                                      | 「Exclamation de Triomphe」              |       | 鷺巣詩郎   | 2:45 |
| 23.                                                                      | 「Notre Empire_Devastation」             |       | 鷺巣詩郎   | 1:41 |
| 24.                                                                      | 「Cast to Damnation」                    |       | 鷺巣詩郎   | 3:28 |
| 25.                                                                      | 「A Battle so Gallant（short version）」 |       | 鷺巣詩郎   | 1:42 |
| 26.                                                                      | 「Wasteland（short version）」           |       | 鷺巣詩郎   | 1:44 |
| 合計時間:                                                                | 合計時間:                                | 68:14 |            |      |

## コンピレーション・アルバム

### THE BEST OF MAGI
『THE BEST OF MAGI』は2014年6月4日に発売されたテレビアニメ「マギ」のコンピレーション・アルバム。歴代のオープニングテーマ、エンディングテーマ、キャラクターソング全15曲を収録している。特典はノンクレジットのオープニング、エンディングムービーを収録したDVDと特製ブックレット、キャラクターデザイン・赤井俊文描き下ろしのWジャケットBOX。
収録曲
Disc1
1. V.I.P [3:16]
  - 歌・編曲：シド、作詞：マオ、作曲：御恵明希
  - テレビアニメ『マギ The labyrinth of magic』第1クールオープニングテーマ

2. 指望遠鏡 [3:24]
  - 歌：乃木坂46、作詞：秋元康、作曲：北室龍馬、編曲：木村有希
  - テレビアニメ『マギ The labyrinth of magic』第1クールエンディングテーマ

3. 瞬く星の下で [3:50]
  - 歌：ポルノグラフィティ、作詞・作曲：新藤晴一、編曲：田中ユウスケ、立崎優介、Porno Graffitti
  - テレビアニメ『マギ The labyrinth of magic』第2クールオープニングテーマ

4. The Bravery [6:08]
  - 歌：supercell、作詞・作曲・編曲：ryo
  - テレビアニメ『マギ The labyrinth of magic』第2クールエンディングテーマ

5. ANNIVERSARY [4:12]
  - 歌・編曲：シド、作詞：マオ、作曲：御恵明希
  - テレビアニメ『マギ The kingdom of magic』第1クールオープニングテーマ

6. エデン [5:29]
  - 歌：Aqua Timez、作詞・作曲：太志、編曲：Aqua Timez、末光篤、弦一徹
  - テレビアニメ『マギ The kingdom of magic』第1クールエンディングテーマ

7. 光-HIKARI- [4:11]
  - 歌・編曲：ViViD、作詞：SHIN、作曲：零乃、編曲：ViViD、岸利至
  - テレビアニメ『マギ The kingdom of magic』第2クールオープニングテーマ

8. With You/With Me [4:39]
  - 歌：9nine、作詞・作曲：OZO、編曲：tasuku tohyama
  - テレビアニメ『マギ The kingdom of magic』第2クールエンディングテーマ

Disc2
1. Magic [4:06]
  - 歌：アラジン（石原夏織）、作詞：安川正吾、作曲・編曲：石濱翔

2. one step further [4:43]
  - 歌：アリババ（梶裕貴）、作詞：渡部紫緒、作曲・編曲：ryo

3. ファナリス [4:10]
  - 歌：モルジアナ（戸松遥）、作詞・作曲：チーミー、編曲：大久保友裕

4. Sail for Triumph [4:21]
  - 歌：シンドバッド（小野大輔）、作詞：渡部紫緒、作曲・編曲：坂部剛

5. 黒い太陽 [3:36]
  - 歌：ジュダル（木村良平）、作詞：オーノカズナリ、作曲：チーミー、編曲：大久保友裕

6. 光 [4:28]
  - 歌：カシム（福山潤）、作詞・作曲：チーミー、編曲：大久保友裕、チーミー

7. 栄光のシンドリア [4:11]
  - 歌：シンドバッド（小野大輔）、作詞：オーノカズナリ、作曲・編曲：大久保友裕

DVD
1. V.I.P
2. 指望遠鏡
3. 瞬く星の下で
4. The Bravery
5. ANNIVERSARY
6. エデン
7. 光-HIKARI-
8. With You/With Me

## BD・DVD特典CD
Blu-ray、DVD各巻の限定版に特典として同梱されているCD。ドラマCDやキャラクターソング、Webラジオ出張版、サウンドトラックが収録されていて、各巻ごとに内容が異なっている。また、特典ディスクがBDあるいはDVDの場合はイベントの映像を収録したものとなっている。

### 第1期
第2巻
シンドリア王国ドラマCD「お疲れジャーファルさん」
脚本：一色美穂 / 監修：吉野弘幸
出演 - シンドバッド（小野大輔）、ジャーファル（櫻井孝宏）、マスルール（細谷佳正）、シャルルカン（森久保祥太郎）、ヤムライハ（堀江由衣）、ピスティ（大久保瑠美）、スパルトス（羽多野渉）、ドラコーン（杉田智和）、ヒナホホ（藤原啓治）
第3巻
キャラクターソング「Sail for Triumph」
歌：シンドバッド（小野大輔）、作詞：渡部紫緒、作曲・編曲：坂部剛
第4巻
キャラクターソング「黒い太陽」
歌：ジュダル（木村良平）、作詞：オーノカズナリ、作曲：チーミー、編曲：大久保友裕
第5巻
オリジナルドラマ「聞いてよアラジンくん！」
脚本：一色美穂 / 監修：吉野弘幸
出演：アラジン（石原夏織）、アリババ（梶裕貴）、モルジアナ（戸松遥）、シンドバッド（小野大輔）、ジャーファル（櫻井孝宏）、マスルール（細谷佳正）、ジュダル（木村良平）、紅玉（花澤香菜）、夏黄文（鈴村健一）
第6巻
マギラジ出張版「バルバッド王宮放送」
出演：石原夏織、梶裕貴、戸松遥
第7巻
キャラクターソング「光」
歌：カシム（福山潤）、作詞・作曲：チーミー、編曲：大久保友裕、チーミー
第8巻
マギラジ出張版「シンドリア国営放送」
出演：小野大輔、櫻井孝宏、細谷佳正
第9巻
キャラクターソング「栄光のシンドリア」
歌：シンドバッド（小野大輔）、作詞：オーノカズナリ、作曲・編曲：大久保友裕
第10巻
オリジナルサウンドトラック
全作曲：鷺巣詩郎
1. Enfin apparu!! [3:22]
2. Magie et sorcellerie [3:15]
3. Faut-il sauver? [3:29]
4. Notre puissance [3:39]
5. Valse 'Hot' [3:47]
6. Cordialement [4:28]
7. MYM 'Insurrection' [0:42]
8. MYM 'Exaggeration' [1:50]
9. Notre empire [3:32]
店舗別特典
全巻購入（アニメイトのみ6〜10巻）すると貰えるバラエティCD（ミニドラマ＋トーク）。店舗ごとに内容が異なる。
アニメイトver.
出演：小野大輔（シンドバッド役）、櫻井孝宏（ジャーファル役）、細谷佳正（マスルール役）、森久保祥太郎（シャルルカン役）
ゲーマーズver.
出演：石原夏織（アラジン役）、戸松遥（モルジアナ役）、花澤香菜（練紅玉役）
HMVver.
出演：梶裕貴（アリババ役）、木村良平（ジュダル役）、小野賢章（練白龍役）

### 第2期
第5巻
オリジナルサウンドトラック
全作曲：鷺巣詩郎
1. Make Your Move_playback [5:11]
2. L'Arabesque_Danse Toujours [3:15]
3. Teachers Ship [2:01]
4. Dragon's Battle [3:46]
5. Eye of the Dragon [3:26]
6. L'Arabesque_Sindria [3:42]
7. Warriors Ship [3:42]
8. MYM_Youthful Spirit [0:46]
9. Exclamation de Triomphe [2:41]
10. Wasteland _short version [1:44]
第8巻
マギラジ出張版
出演：石原夏織、松岡禎丞、逢坂良太
第9巻
マギラジ出張版
出演：中村悠一、小野賢章、木村良平
第10巻
マギラジ出張版
出演：石原夏織、梶裕貴、戸松遥
第11巻
キャラクターソング「The BLACK」
歌：ジュダル（木村良平）、白龍（小野賢章）、作詞・作曲：チーミー、編曲：大久保友裕

### シンドバッドの冒険
マギ シンドバッドの冒険 COMPLETE BOX（BD・DVD）の特典CD。キャラクターソングとサウンドトラックを収録。
1. Life goes on [4:14]
歌：シンドバッド（小野大輔）、ミストラス（羽多野渉）、ジャーファル（櫻井孝宏）
作詞・作曲：チーミー、編曲：大久保友裕
2. はじまりの地 [2:23]
3. 奇跡の子 [1:35]
4. ティソン村 [1:21]
5. 母との思い出 [1:41]
6. 対峙 [0:53]
7. 希望 [1:05]
8. 導き [2:15]
9. 守るべきもの [2:29]
10. 共闘 [0:45]
11. 対決 [2:08]
12. 負けられない戦い [2:15]
13. 攻略 [1:19]
14. 旅立ち [1:36]
15. イムチャック [1:39]
16. 本当の戦士 [2:20]
17. 刺客 [2:06]
18. 混沌 [1:48]
19. 居場所 [2:28]
20. 仲間 [1:45]
21. 平穏 [2:10]
22. 想い [2:17]
23. 新たな道 [1:57]
24. すれ違い [1:46]
25. 危機 [2:10]
26. 魔装 [0:38]
27. レーム [2:03]
28. ササン [2:03]
29. アルテミュラ [1:34]
30. 神話 [2:17]
31. 冒険譚 [2:19]
32. 使命 [2:09]
33. 軌跡 [2:35]
34. エンディングテーマ（ver.1） [2:03]
35. エンディングテーマ（ver.2） [1:56]

## ラジオCD
Webラジオ番組『マギラジ〜キャラバン〜』のラジオCDについて記述する。発売元はムービック。限定版はアニメイトのみの販売。

### 第1巻
2013年4月12日発売。限定版は新規録りおろしのオーディオCDと配信されたWebラジオ（第0夜 - 第8夜）をMP3データに収録したデータCDの2枚組。通常版はオーディオCDのみ。
オーディオCD
出演：石原夏織（アラジン役）、森川智之（ウーゴくん役）
Webラジオ
出演：石原夏織（アラジン役）、梶裕貴（アリババ役）、木村良平（ジュダル役）、森川智之（ウーゴくん役）、近藤孝行（ドルジ役）、小野大輔（シンドバッド役）、赤羽根健治（Mナンド役）、志村知幸（Sナンド役）、福原耕平（Lナンド役）

### 第2巻
2013年5月24日発売。限定版のデータCDは第9夜から第17夜を収録。
オーディオCD
出演：小野大輔（シンドバッド役）、木村良平（ジュダル役）
Webラジオ
出演：石原夏織（アラジン役）、梶裕貴（アリババ役）、戸松遥（モルジアナ役）、福山潤（カシム役）、櫻井孝宏（ジャーファル役）、細谷佳正（マスルール役）、野島裕史（サブマド役）、松本保典（バルカーク役）、渡辺明乃（ザイナブ役）

### 第3巻
2013年7月21日発売。限定版のデータCDは第19夜から第26夜を収録。
オーディオCD
出演：梶裕貴（アリババ役）、森久保祥太郎（シャルルカン役）
Webラジオ
出演：石原夏織（アラジン役）、梶裕貴（アリババ役）、戸松遥（モルジアナ役）、小野大輔、森久保祥太郎（シャルルカン役）、小野賢章（練白龍役）、高橋広樹（ザガン役）、三木眞一郎（イスナーン役）